# Ihtajmilat
Ihtajmilat (arab. احتيملات) – miejscowość w Syrii, w muhafazie Aleppo. W 2004 roku liczyła 6764 mieszkańców.